# Kyynärönsaari
Kyynärönsaari är en ö i Finland. Den ligger i sjön Alinen Kyynärö och i kommunen Tavastehus i den ekonomiska regionen  Tavastehus ekonomiska region  och landskapet Egentliga Tavastland, i den södra delen av landet, 120 km norr om huvudstaden Helsingfors. Öns area är 1,7 hektar och dess största längd är 210 meter i sydöst-nordvästlig riktning.